# 内村カメラ
『内村カメラ』（うちむらカメラ）は、日本テレビ系列で2016年から2017年まで不定期放送されていたバラエティ番組である。

## 概要
番組からSNSなどを通じてお題を出題し、全国各地に設置された定点カメラの前で通行人やSNSで集まった人などに回答してもらう視聴者参加型の街頭大喜利。面白い回答をした人には賞金が与えられ、最後にスタジオの内村とゲストが優勝者を決定する。
第1回は2016年にサンバリュ枠で、第2回は2017年の元日深夜に、第3回は2017年4月21日に初のゴールデンタイム・プライムタイムでの特番が放送された。

## 出演者

### MC
- 内村光良（ウッチャンナンチャン）

### ゲスト
第1回
- 関根勤
- 高橋真麻
- 伊達みきお（サンドウィッチマン）
- 又吉直樹（ピース）

第2回
- 久本雅美
- 又吉直樹（ピース）
- 指原莉乃 (HKT48)
- カンニング竹山

第3回
- 三遊亭小遊三
- 山村紅葉
- 又吉直樹（ピース）
- 中川家礼二（中川家）
- 指原莉乃（HKT48）
- カズレーザー（メイプル超合金）

第4回
- すみれ
- 又吉直樹（ピース）
- 指原莉乃 (HKT48)
- 菊池風磨 (Sexy Zone)
- 柴田理恵
- ブルゾンちえみ

## 出題内容
第1回
| お題                                                                  | 出題者                          | 場所・回答者 | 備考           |
| --------------------------------------------------------------------- | ------------------------------- | --- | -------------- |
| オリジナルの即興ラップであなたの日頃のストレスを発散してください      | 藤森慎吾 （オリエンタルラジオ） | 新橋のサラリーマン 大阪 | 大阪は番組後半 |
| "自分がイマイチ売れない理由"を五七五で答えてください                  | ダンディ坂野                    | 控室フロアにいるタレント クロちゃん（安田大サーカス） 髭男爵 トレンディエンジェル 手島優 徳井義実（チュートリアル） 堀内健（ネプチューン） 原田泰造（ネプチューン） 三四郎 |                |
| しばらくの間、弱音を吐いて下さい                                      | つぶやきシロー                  | 秋葉原 |                |
| 大きな声で「ヤッホー」と叫んだ後 小さな声であなたの秘密を教えて下さい | イモトアヤコ                    | 高尾山の登山客 |                |
| 最近ムカついた事を「お・つ・ま・み」でアイウエオ作文にして下さい      | 春風亭昇太                      | 東京・大阪・福岡の酔っぱらい |                |
| 関西の良い所を関西弁で悪い所を標準語で答えて下さい                    | 又吉直樹 （ピース）             | 大阪のおっちゃん・おばちゃん |                |
| 銃に撃たれて死ぬフリをしながら･･･人生でやり残した事を伝えて下さい     | 関根勤                          | 巣鴨のお年寄り |                |
| ヤッホーで喜怒哀楽を表現して下さい                                    | イモトアヤコ                    | 高尾山の登山客 |                |

第2回
| お題                                                                                             | 出題者                          | 場所・回答者 | 備考             |
| ------------------------------------------------------------------------------------------------ | ------------------------------- | --- | ---------------- |
| 新年を迎えるにあたりオリジナルの即興ラップであなたの日頃のストレスを発散して下さい               | 藤森慎吾 （オリエンタルラジオ） | 新橋の酔っぱらい 大阪のおっちゃん・おばちゃん |                  |
| "自分がイマイチ売れない理由"を五七五で教えてください                                             | スギちゃん                      | 控室フロアにいるタレント 菊地亜美 コロコロチキチキペッパーズ ハリウッドザコシショウ 安藤なつ（メイプル超合金） 高木晋哉（ジョイマン） 佐藤栞里 りゅうちぇる 磯山さやか   |                  |
| 大きな声で「ヤッホー」と叫んだ後 小さな声であなたの秘密を教えて下さい                            | イモトアヤコ                    | 高尾山の登山客 |                  |
| 「こう見えて僕」を頭につけて自分の良い所をしばらく語って下さい                                   | つぶやきシロー                  | 秋葉原 |                  |
| 今年やってみたい事を「お・さ・け」のアイウエオ作文で教えて下さい                                 | 林家三平                        | 新橋・ススキノ |                  |
| あなたは雷に打たれました「人生で悔いが残っている事」を最後の力を振り絞って教えて下さい           | 久本雅美                        | 巣鴨のお年寄り |                  |
| あなたが夢に描く初冠番組（次の冠番組）のタイトルを教えて下さい                                   | 藤本敏史 (FUJIWARA)             | 控室フロアにいるタレント 劇団ひとり 平野ノラ りゅうちぇる 髭男爵 木原実 藤田ニコル 伊吹吾郎 DJ KOO（TRF） 松下奈緒 オカリナ（おかずクラブ） 上田晋也（くりぃむしちゅー） |                  |
| ぎりぎり見えないようにダンスを踊って下さい                                                       | とにかく明るい安村              | 銭湯に来るお客さん |                  |
| 「一富士・二鷹・三茄子」のように2017年の初夢に出てきて欲しい「一富士・二鷹・三◯◯」を教えて下さい | イモトアヤコ                    | 高尾山・新橋・原宿・巣鴨 |                  |
| 「マ・カ・オ」で悩みを教えて                                                                     |                                 | 新宿二丁目 | エンディング映像 |
| キャバ嬢の1週間を歌って                                                                          |                                 | キャバ嬢 | エンディング映像 |

第3回
| お題                                                                                           | 出題者              | 場所・回答者 | 備考             |
| ---------------------------------------------------------------------------------------------- | ------------------- | --- | ---------------- |
| オリジナルの即興ラップであなたの日頃のストレスを発散して下さい                                 | DJ KOO （TRF）      | 新橋の酔っぱらい 大阪のおっちゃん・おばちゃん |                  |
| 銃に撃たれて死ぬフリをしながら･･･人生でやり残した事を伝えて下さい                              | 又吉直樹            | 巣鴨のお年寄り |                  |
| あなたのタレントとしての弱点を575で教えて下さい                                                | ダンディ坂野        | 控室フロアにいるタレント 渡辺直美 森泉 峯岸みなみ（AKB48） 羽鳥慎一 彦摩呂 金田朋子 トレンディエンジェル 小島瑠璃子 カミナリ 原田泰造（ネプチューン） 福田充徳（チュートリアル） 坂上忍        |                  |
| どうしたら世界が平和になるか教えて下さい                                                       | つるの剛士          | 幼稚園にいるちびっこたち |                  |
| 腹の底に溜まっているものを思いっきりはきだして下さい                                           | サンシャイン池崎    | ジェットコースターに乗っている方 |                  |
| あなたの将来やりたい自分の冠番組を告知っぽく"このあとは!～!"でお知らせ下さい                   | 藤本敏史 (FUJIWARA) | 控室フロアにいるタレント 滝沢カレン 鈴木奈々 阿部祐二 本上まなみ 永野 羽鳥慎一 トレンディエンジェル おかずクラブ 渡辺裕太 彦摩呂 佐藤栞里 橋本マナミ 京本政樹 パーマ大佐 みやぞん（ANZEN漫才） |                  |
| 印象に残った日本人のモノマネをしてください                                                     | 厚切りジェイソン    | 浅草や成田空港にいる外国人観光客 |                  |
| お気に入りの日本語を教えてください                                                             | 厚切りジェイソン    | 浅草や成田空港にいる外国人観光客 |                  |
| 大きな声で「ヤッホー」と叫んだ後 小さい声であなたの秘密を教えて下さい                          | イモトアヤコ        | 高尾山の登山客 |                  |
| 「春が来たっていうのに…」を頭につけてしばらく嘆いて下さい                                      | 古坂大魔王          | 青森 |                  |
| 花見をしている場合じゃないちょっとヤバイ現状を「お・は・な・み」のアイウエオ作文で教えて下さい |                     | 花見客 |                  |
| 夜も眠れないほど悩んでいる事をアルファベット3文字で教えて下さい                                |                     | 女子高生 |                  |
| 手紙を読むフリで未来の我が子へアドバイスして!                                                  | 羽田圭介            | 大学生 | エンディング映像 |

第4回
| お題                                                                     | 出題者           | 場所・回答者 | 備考 |
| ------------------------------------------------------------------------ | ---------------- | --- | ---- |
| 今年一番悔しかった出来事をラップで教えてください                         | DJ KOO （TRF）   | 新橋・大阪 |      |
| 自分がイマイチ売れない理由を575でお答え下さい                            | ダンディ坂野     | タレントクローク 高橋真麻 中岡創一（ロッチ） 森泉 峯岸みなみ（AKB48） 黒沢かずこ（森三中） 小倉優子 ヒロシ クロちゃん（安田大サーカス） 松尾駿（チョコレートプラネット） 佐藤栞里 いとうあさこ みちょぱ パーマ大佐 原田泰造（ネプチューン） |      |
| ヤジの間に奥さんへのヤジを入れてみて下さい                               |                  | 草野球の試合中 |      |
| 大きな声で「ヤッホー」と叫んだあと 小さい声であなたの秘密を教えて下さい  | イモトアヤコ     | 高尾山の登山客 |      |
| しばらくの間 弱音を吐いて下さい                                          | つぶやきシロー   | 秋葉原 |      |
| あなたの冠番組！正月特番のタイトルを教えて下さい                         | 千鳥             | タレントクローク 横山だいすけ 古坂大魔王 滝沢カレン 具志堅用高 にゃんこスター 井上裕介（NON STYLE） 梅沢富美男 児嶋一哉（アンジャッシュ） 藤田ニコル 劇団ひとり 麻木久仁子 原口あきまさ みやぞん（ANZEN漫才） 菊地幸夫                      |      |
| 腹の底に溜まっているものを思いっきり吐きだして下さい                     |                  | ジェットコースターの乗客 |      |
| あなたの一週間を「一週間」の歌に乗せて歌って下さい                       | 又吉直樹         | 東京と大阪の夜の街で働くお姉さん |      |
| あなたが不思議だなぁと感じた日本人のモノマネして下さい                   | 厚切りジェイソン | 浅草・成田空港の外国人 |      |
| ギリギリ見えないようにダンスを踊ってください                             |                  | 銭湯 |      |
| 来年こそやってみたい願望を「あ・け・お・め」でアイウエを作文にして下さい | 春風亭昇太       | 新橋・大阪 |      |
| 彼氏や旦那さんのダメな所を五七五七七の短歌で一首詠んで下さい             | 鈴木奈々         | 表参道・巣鴨 |      |

## 放送リスト
| 放送回数 | 放送日             | 時間           | 備考 |
| -------- | ------------------ | -------------- | --- |
| 第1回    | 2016年7月17日(日)  | 13:15 - 14:15  | 関東ローカル。 |
| 第2回    | 2017年1月1日(日)   | 23:15 - 翌0:39 | ここから全国ネット。 |
| 第3回    | 2017年4月21日(金)  | 19:00 - 20:54  | 全国ネットで、一部地域は19:56-20:54に短縮版を放送。 |
| 第4回    | 2017年12月28日(木) | 21:00 - 22:54  | 全国ネット。この回のみ通常時読売テレビ制作の番組を放送（『秘密のケンミンSHOW』・『ダウンタウンDX』）。スポンサーセールス・番組送出は読売テレビが担当。 |

## スタッフ
- 構成：大岩賞介、山谷隆、小野高義、桝本壮志、石塚祐介、成瀬正人、平川達矢（桝本→第2回-、大岩・成瀬→第4回、平川→第3回はリサーチ、第4回）
- ナレーター：三村ロンド
- TM：木村博靖
- SW：荻野高康
- カメラ：早川智晃（第1,2,4回）
- 調整：八木一夫（第2,4回）
- 音声：中山貴晴
- 照明：加藤恵介
- アートプロデューサー：牧野沙和
- 美術デザイン：熊崎真知子
- 装置：山本純樹
- 電飾：川井智香子（第4回）
- メイク：畠山紗矢香（第4回）
- 美術協力：日テレアート
- 編集：新井亮太（イカロス、第2回-）、佐藤貴之（イカロス、第4回）
- MA：田倉学（イカロス、第1,2,4回）
- TK：田中彩（第4回）
- デスク：高桑繭子
- 制作進行：浜田和宏
- 音効：堺慶史郎、能村悠（能村→第4回）
- AP（第3回）：岩崎小夜子、竹内美妃、山口絵梨香、安田太地（岩崎・安田→第4回）
- AD：藤原ちあき（第2回-）、飯塚健一郎（第3,4回）、ネルムス健（第1,3,4回）、別井晴香、馬場まりや、飯作優太、石山裕一朗（第1,4回）、河野寛之（別井以降石山以外→第4回）
- ディレクター：畠山俊一、恵面亮介、安彦和弘(宏)、日野力、小倉卓、加藤宏実、持田謙二、森山智世、吉村彰人、石田真之介、松原翔吾（畠山・恵面→第1回-、小倉・加藤→第2回-、安彦→第1,3,4回、吉村・日野→第3,4回、その他→第4回-）
- 演出：三浦伸介
- プロデューサー：倉田忠明、宇佐見(美)友教、丑山彰、竹下美佐、佐藤友美（宇佐見→第1,4回、佐藤→第3,4回、丑山→第4回）
- チーフプロデューサー：森實陽三
- 制作協力：日企、イカロス（イカ→第4回）
- 製作著作：日本テレビ

### 過去のスタッフ
- カメラ：木藤和久（第3回）
- 調整：天内理絵（第1回）、古手川大（第3回）
- 美術デザイン：北原龍一（第1回）
- 電飾：山崎晃裕（第3回まで）
- メイク：塩山千明（第3回まで）
- 編集：加納敏行（イカロス、第1回）
- MA：中川弘徳（イカロス、第3回）
- CG（第3回）：ぴーたん
- リサーチ（第3回）：野村直子、大久保貴之
- TK：春日千佳子（第3回まで）
- AD：手塚真顧、崔熙善、肥田大輝、開口祐輔（全員→第1回）、掛田翔子、十文字華咲（掛田・十文字→第3回）
- ディレクター：原真人／鍋田拓朗、中井康二（全員→第1回）、岩山高彦、木村光一（岩山・木村→第1,2回）、原八仁（第3回まで）